# Dani (Bosiljevo)
 Dani  falu Horvátországban, Károlyváros megyében. Közigazgatásilag  Bosiljevóhoz tartozik.

## Fekvése
Károlyvárostól 24 km-re délnyugatra, községközpontjától 7 km-re délkeletre,  a község déli részén, a Dobra bal partja közelében fekszik.

## Története
1857-ben 44, 1910-ben 35 lakosa volt. Trianon előtt Modrus-Fiume vármegye Vrbovskói járásához tartozott.  2011-ben 8-an lakták.

## Lakosság
| Lakosság változása | Lakosság változása | Lakosság változása | Lakosság változása | Lakosság változása | Lakosság változása | Lakosság változása | Lakosság változása | Lakosság változása | Lakosság változása | Lakosság változása | Lakosság változása | Lakosság változása | Lakosság változása | Lakosság változása | Lakosság változása |
| ------------------ | ------------------ | ------------------ | ------------------ | ------------------ | ------------------ | ------------------ | ------------------ | ------------------ | ------------------ | ------------------ | ------------------ | ------------------ | ------------------ | ------------------ | ------------------ |
| 1857               | 1869               | 1880               | 1890               | 1900               | 1910               | 1921               | 1931               | 1948               | 1953               | 1961               | 1971               | 1981               | 1991               | 2001               | 2011               |
| 44                 | 66                 | 47                 | 34                 | 31                 | 35                 | 43                 | 53                 | 52                 | 26                 | 18                 | 20                 | 17                 | 17                 | 9                  | 8                  |